# Василівський храм (Пісочин)
Свято-Васи́лівський храм — православна церква у селищі міського типу Пісочин, Харківського району, Харківської області збудований в 1828 році.

## Історія
За описами Філарета Гумілевського перший храм в Пісочині з'явився у 1670 році. Він був названий на честь святого Василія Великого.
У 1823 році був збудований кам'яний храм в ім'я вселенського вчителя Івана Золотоустого. Але у церковних відомостях за 1830 рік вказано, що перша церква у Пісочині з'явилася лише у 1828 році. Її збудував отець Сімеон, колишній церковний староста, та парафіяни.
На той момент церква була кам'яною, однопрестольною, з дзвіницею, дерев'яною огорожею та мала 33 десятини землі. У 1889 році до храму добудовано дві бічних межі: ліва — на честь Іверської ікони Богоматері та права — на честь первоверховних апостолів Петра і Павла.
Парафія була відновлена 28 жовтня 1991 року.

## Фотографії

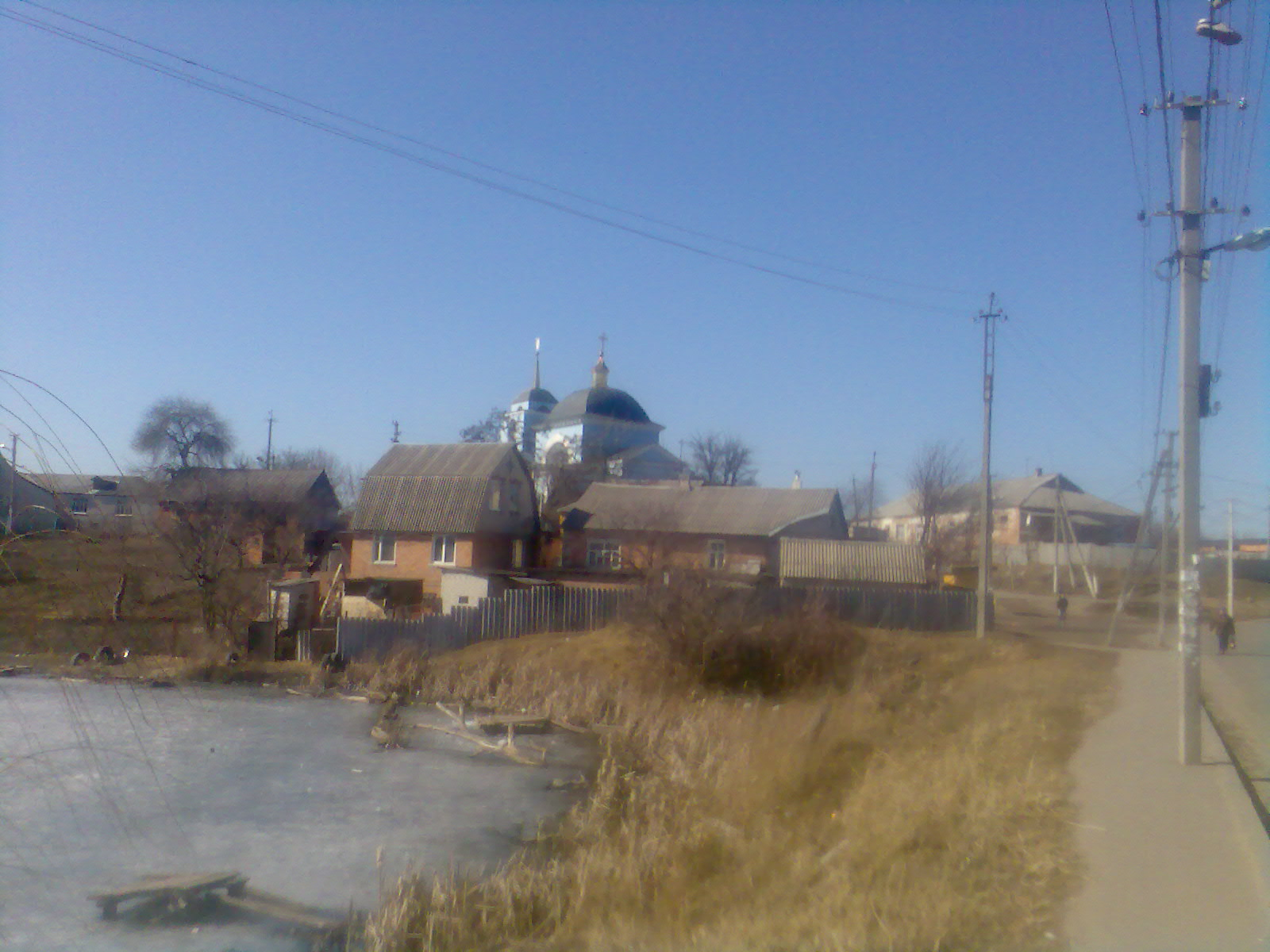
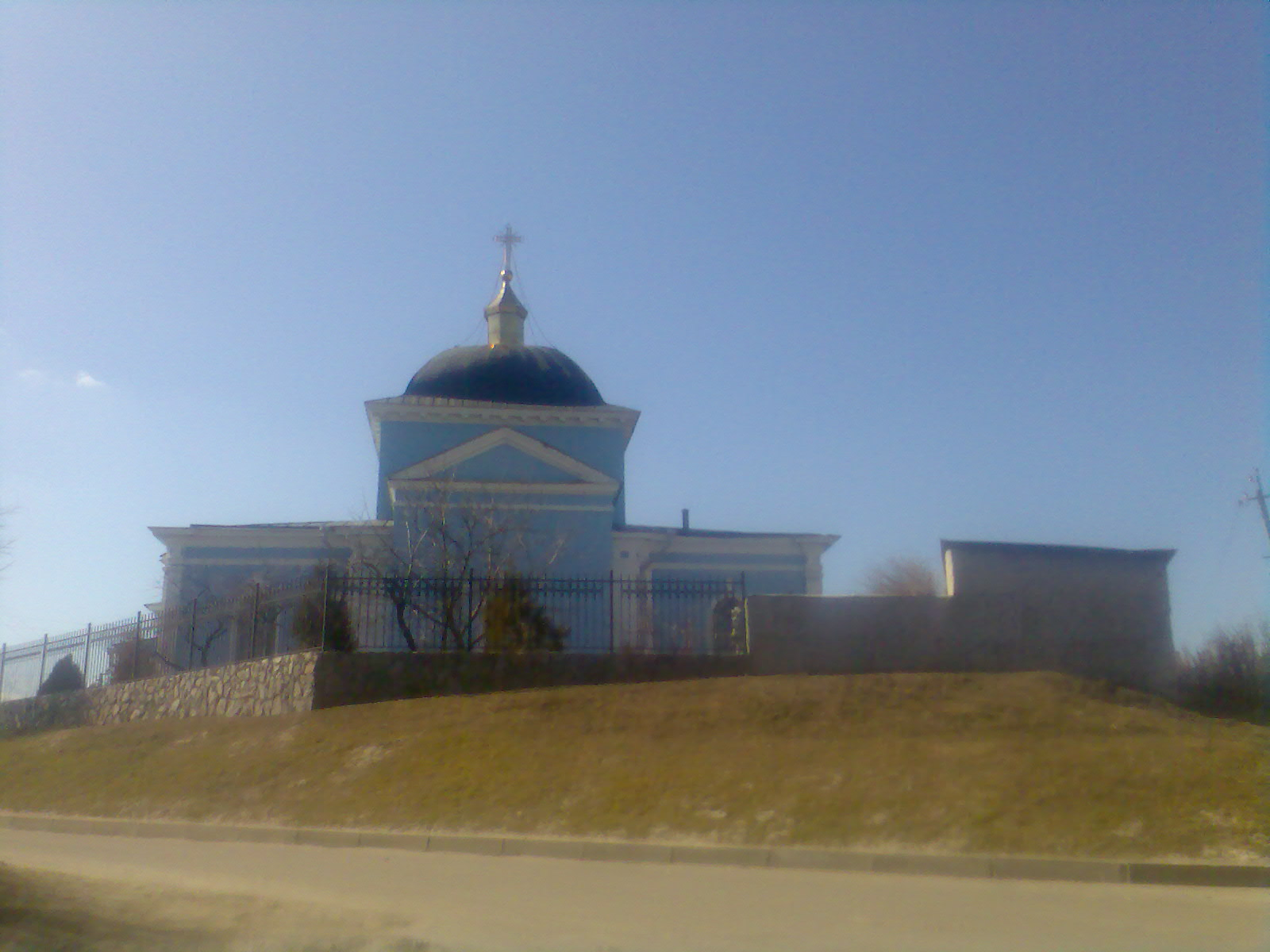
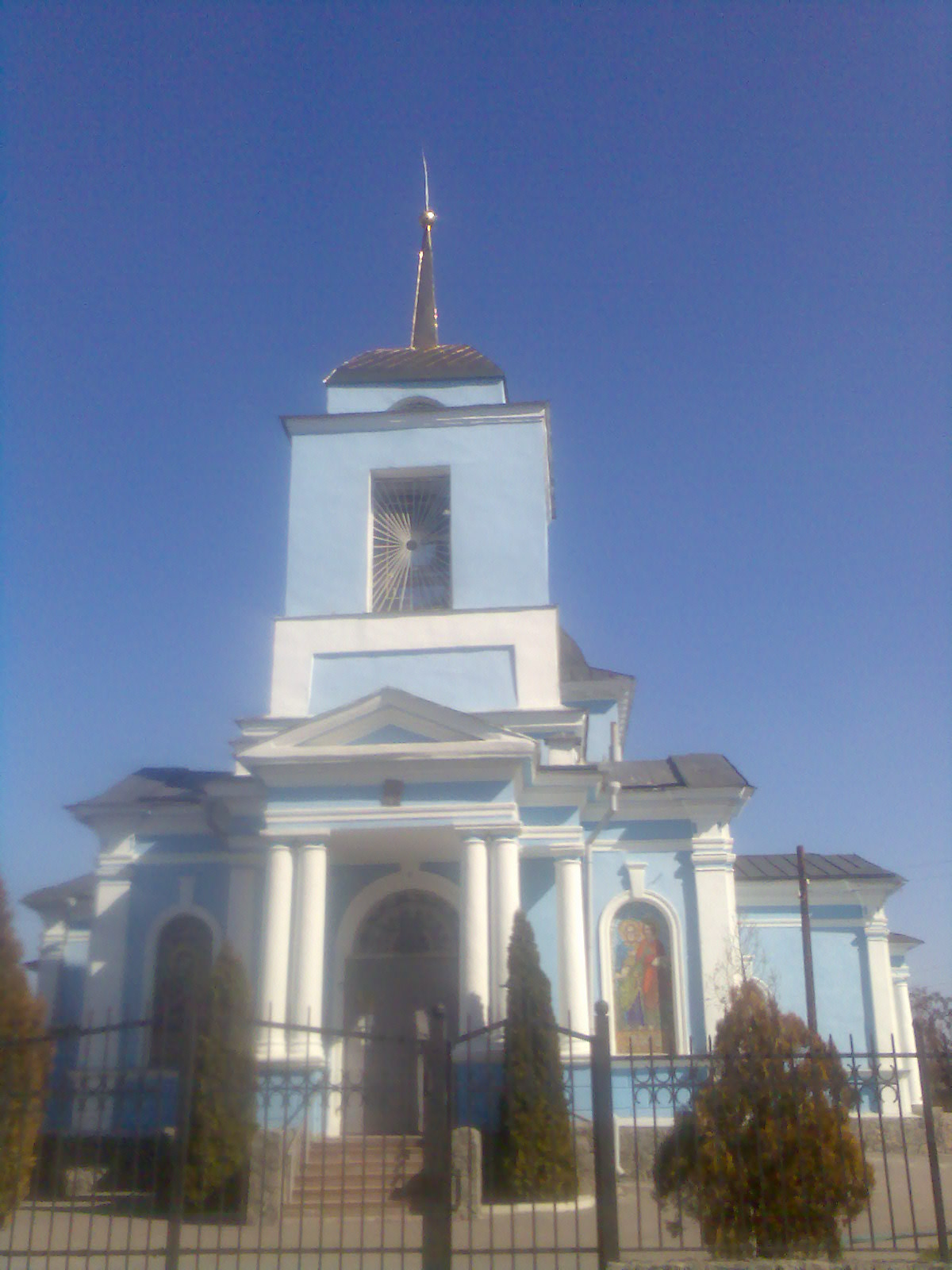